# Vânători (gmina w okręgu Gałacz)
Vânători – gmina w Rumunii, w okręgu Gałacz. Obejmuje miejscowości Costi, Odaia Manolache i Vânători. W 2011 roku liczyła 4864 mieszkańców. 